# Chevalleys struktursats
Inom algebraisk geometri är Chevalleys struktursats ett resultat som säger att en sammanhängande algebraisk grupp över en perfekt kropp har en unik normal affin algebraisk delgrupp så att kvoten är en abelsk varietet. Satsen bevisades av Chevalley (1960) (även om han hade tillkännagivit resultatet redan 1953), Barsotti (1955) och Rosenlicht (1956).